# هام هونغ تشول
هام هونغ تشول مواليد 17 نوفمبر 1930 في شبه الجزيرة الكورية - الوفاة 11 سبتمبر 2000، هو لاعب كرة قدم كوري جنوبي سابق كان يلعب في مركز حراسة المرمى. سبق له أن لعب في كأس العالم لكرة القدم مع منتخب بلاده في مونديال عام 1954.

## روابط خارجية
- هام هونغ تشول على موقع الاتحاد الدولي (مؤرشف)  (الإنجليزية)
- هام هونغ تشول على موقع قاعدة بيانات كرة القدم.إي يو (الإنجليزية)
- هام هونغ تشول على موقع أوليمبيديا (الإنجليزية)